# Aisalgusun
Aisalgusun (Aisal Gusun) ist eine osttimoresische Aldeia im Suco Ai-Assa (Verwaltungsamt Bobonaro, Gemeinde Bobonaro). 2015 lebten in der Aldeia 253 Menschen.

## Geographie
Aisalgusun liegt im Osten des Sucos Ai-Assa. Westlich befindet sich die Aldeia Oalgomo. Im Norden grenzt Aisalgusun an den Suco Bobonaro, im Nordosten an den Suco Lepo, im Osten und Süden an den Suco Lour und im Südwesten an den Suco Sibuni. Die Grenze zu Sibuni bildet der Loumea. Er folgt auch teilweise der Grenze zu Oalgomo.
Durch den Nordosten von Aisalgusun führt eine kleine Straße. An ihr liegt das Dorf Aisalgusun und zwei weitere kleine Siedlungen. An einer weiteren Straße liegt im Südosten das kleine Dorf Aimea.

## Politik
2023 wurde Claudino M. Martins zum Chefe de Aldeia gewählt.